# Plecia impensa
Plecia impensa är en tvåvingeart som beskrevs av Hardy 1957. Plecia impensa ingår i släktet Plecia och familjen hårmyggor. Inga underarter finns listade i Catalogue of Life.